# Tomáš Kohoutek
Tomáš Kohoutek (* 16. března 1983 Děčín) je český politik a notář, od října 2017 poslanec Poslanecké sněmovny PČR, od roku 2024 zastupitel Ústeckého kraje, v letech 2014 až 2022 zastupitel města Děčín (v letech 2014 až 2017 také radní města), člen hnutí ANO.

## Život
Absolvoval Gymnázium Děčín a následně v letech 2002 až 2007 vystudoval právo na Fakultě právnické Západočeské univerzity v Plzni (získal titul Mgr.). Vzdělání si pak doplnil v letech 2008 až 2011 na Vysoké škole ekonomie a managementu v Praze (získal titul MBA).
Praktické zkušenosti s právem začal získávat již při svých vysokoškolských studiích, kdy působil jako praktikant v advokátních kancelářích. Po absolvování právnické fakulty pokračoval v advokátní kanceláři JUDr. Jiřího Císaře jako advokátní koncipient, ve které se po úspěšném složení advokátních zkoušek stal v roce 2011 společníkem. Začátkem roku 2013 zvítězil v konkursu na obsazení notářského úřadu v Děčíně, ve kterém od dubna 2013 působí na pozici notáře.
Tomáš Kohoutek žije v obci Malšovice, která se nachází nedaleko Děčína. Je svobodný a bezdětný. Mezi jeho zájmy patří cestování, sport a kynologie.

## Politické působení
Od roku 2014 je členem hnutí ANO 2011, zastává pozici předsedy oblastní organizace Děčín. V komunálních volbách v roce 2014 byl za hnutí ANO 2011 zvolen zastupitelem města Děčín a v listopadu 2014 se stal radním města. Po zvolení poslancem na funkci radního města v říjnu 2017 rezignoval. Ve volbách v roce 2018 mandát zastupitele města obhájil. V komunálních volbách v roce 2022 již do zastupitelstva Děčína nekandidoval.
V krajských volbách v roce 2016 kandidoval za hnutí ANO 2011 do Zastupitelstva Ústeckého kraje, ale neuspěl. Ve volbách v roce 2024 byl již zastupitelem Ústeckého kraje zvolen.
Ve volbách do Poslanecké sněmovny PČR v roce 2017 byl za hnutí ANO 2011 zvolen poslancem v Ústeckém kraji, a to z pátého místa kandidátky. Ve volbách do Poslanecké sněmovny PČR v roce 2021 kandidoval za hnutí ANO 2011 na 6. místě v Ústeckém kraji. Získal 2 160 preferenčních hlasů, a stal se tak znovu poslancem.
Ve sněmovních volbách v roce 2025 kandiduje na 6. místě kandidátní listiny hnutí ANO v Ústeckém kraji.